# Flik 48
A Fliegerkompanie 48 (rövidítve Flik 48, magyarul 48. repülőszázad) az osztrák-magyar légierő egyik repülőszázada volt.

## Története
A századot az ausztriai Straßhofban állították fel, majd kiképzése után 1917. május 26-án az olasz frontra, Trentóba irányították. 1917. július 25-én az egész légierőt átszervezték; ennek során a század  hadosztályfelderítői (Divisions-Kompanie 48, Flik 48D) feladatokat kapott. Októberben a Conrad-hadsereg alárendeltségében vett részt a caporettói áttörésben, majd a következő évben Pergine repteréről indult bevetésekre és a 11. hadsereg részeként harcolt a második piavei csatában. 1918 őszén egy újabb átszervezésben csatarepülő- és oltalmazó vadászszázad (Schutzflieger- und Schlachtflieger-Kompanie 48, Flik 48S) lett belőle.
A háború után a teljes osztrák légierővel együtt felszámolták.

## Századparancsnokok
- Fekete Oszkár százados
- Alfons Marincovich főhadnagy

## Századjelzés
A századjelvény egy arany babérkoszorú, alul 48-as számmal (ami lehetett aranyszínű vagy sötét vasszínű), középen egy sötét vasszínű, jobbra dőlő egyfedelű (monoplán) repülőgéppel.  

## Repülőgépek
- Hansa-Brandenburg C.I